# Albertina (Minas Gerais)
Albertina es un municipio brasilero del estado de Minas Gerais, en la microrregión de Pozos de Caldas. Su población estimada en 2019 era de 3.007 habitantes. El área es de 57,7 km² y la densidad demográfica, de 52,39 hab/km².
Sus municipios limítrofes son Andradas al norte, Jacutinga al sur y los paulistas Espírito Santo del Pinhal al oeste y Santo Antônio del Jardín la noroeste.